# Nick Hamlyn
Nicky Hamlyn és un dels artistes clau en el panorama cinematogràfic de la Gran Bretanya dels darrers anys del segle XX i primers del XXI. Treballa tant en 16 mm com en vídeo. Les seves obres exploren els elements bàsics de l'experiència fílmica: la relació entre l'espai del film i del fotograma, entre el temps, el parpelleig i el moviment, i entre la llum i la imatge material. Hamlyn va ser un membre actiu de la London Film-Makers Co-operative. A més de realitzar les seves pel·lícules, sol escriure i investigar sobre cinema experimental en publicacions especialitzades com ara Film Quarterly i Sequence. Va visitar Xcèntric del CCCB el 2010 amb motiu d'una sessió de projeccions dedicada a les seves pel·lícules.